# Hohenlockstedt
Hohenlockstedt é um município da Alemanha localizado no distrito de Steinburg, estado de Schleswig-Holstein .
Pertence ao Amt de Kellinghusen.